# Петрова, Ивана
Ивана Петрова (род. 26 августа 2001 года) — болгарская тяжелоатлетка, призёр чемпионатов Европы 2019 и 2021 годов. Двукратная чемпионка Европы среди юниоров (2017 и 2018 гг.).

## Карьера
Два года подряд, на чемпионатах Европы среди юниоров в 2017 и 2018 году в весовой категории до 44 кг, Иване Петровой не было равных, она становилась чемпионкой Европы. И если в 2017 году сумма оказалась скромной и составила всего 132 кг, то в 2018 году сумма в двоеборье составила 145 кг.
На чемпионате Европы 2019 года, в Батуми, Ивана по сумме двух упражнений стала серебряным призёром, сумев зафиксировать результат 158 кг. В упражнении рывок она завоевала малую бронзовую медаль (69 кг), а вот в упражнении толчок неожиданно завоевала малую золотую медаль, продемонстрировав результат на штанге 89 кг.
В апреле 2021 года на Чемпионате Европы в Москве, Ивана повторила свой успех и по сумме двух упражнений завоевала серебряную медаль с результатом 152 килограмма. В упражнении "толчок" она завоевала малую золотую медаль с весом на штанге 85 килограмм. 

## Достижения
Чемпионат Европы
| Результат | Вес      | Год  | Место соревнований | Рывок | Толчок | Общий вес |
| Серебро   | до 45 кг | 2019 | Батуми, Грузия     | 69,0  | 89,0   | 158,0     |
| Серебро   | до 45 кг | 2021 | Москва, Россия     | 67,0  | 85,0   | 152,0     |